# Entocythere illinoisensis
Entocythere illinoisensis är en kräftdjursart som beskrevs av Clarence Clayton Hoff 1942. Entocythere illinoisensis ingår i släktet Entocythere och familjen Entocytheridae. Inga underarter finns listade i Catalogue of Life.